# Nieuwer-Ter-Aa
Nieuwer-Ter-Aa (52° 11′ N, 4° 59′ L) é uma cidade dos Países Baixos, na província de Utrecht (province). Nieuwer-Ter-Aa pertence ao município de Breukelen, e está situada a 13 km, a noroeste de Utrecht.
Em 2001, a cidade de Nieuwer-Ter-Aa tinha 463 habitantes. A área urbana da cidade é de 0.10 km², e tem 153 residências.
A área de Nieuwer-Ter-Aa, que também inclui as partes periféricas da cidade, bem como a zona rural circundante, tem uma população estimada em 470 habitantes.